# アントニー・デ・アビラ
アントニー・ウィリアム・デ・アビラ・キャリス（Antony Wílliam de Ávila Charris、1962年12月21日 - ）は、コロンビア・サンタ・マルタ出身の元サッカー選手。元コロンビア代表。ポジションはフォワード。

## 経歴
デ・アビラは4つのクラブで現役生活を送った。コロンビアのアメリカ・デ・カリ、MLSのメトロスターズ（現：ニューヨーク・レッドブルズ）、アルゼンチンのCAウニオン、そしてエクアドルのバルセロナSCである。コパ・リベルタドーレスでは通算で29ゴール挙げており、これは6番目に多い数字である。2009年夏、46歳にしてアメリカ・デ・カリで現役復帰した。

## エピソード
アメリカ・デ・カリでは201ゴールを挙げている。これはクラブ史上最多記録である。また470試合に出場していて、これはクラブ史上2番目に多い記録である。

## 代表歴

### 出場大会
- コロンビア代表
  - 1994 FIFAワールドカップ
  - 1998 FIFAワールドカップ

### 試合数
- 国際Aマッチ 54試合 13得点（1983年-1998年）[1]

| コロンビア代表 | 国際Aマッチ | 国際Aマッチ |
| 年             | 出場        | 得点        |
| -------------- | ----------- | ----------- |
| 1983           | 3           | 0           |
| 1984           | 0           | 0           |
| 1985           | 1           | 0           |
| 1986           | 0           | 0           |
| 1987           | 3           | 0           |
| 1988           | 1           | 0           |
| 1989           | 6           | 2           |
| 1990           | 0           | 0           |
| 1991           | 10          | 5           |
| 1992           | 2           | 0           |
| 1993           | 1           | 1           |
| 1994           | 8           | 2           |
| 1995           | 0           | 0           |
| 1996           | 6           | 1           |
| 1997           | 8           | 2           |
| 1998           | 5           | 0           |
| 通算           | 54          | 13          |